# إيتون (كولورادو)
إيتون (بالإنجليزية: Eaton, Colorado)‏ هي بلدة تقع بولاية كولورادو في الولايات المتحدة. تبلغ مساحتها 5 (كم²)، وترتفع عن سطح البحر 1475 م، بلغ عدد سكانها 5487 نسمة في عام 2013 حسب إحصاء مكتب تعداد الولايات المتحدة وتصل الكثافة السكانية فيها 540.9 نسمة/كم2.

## التركيبة السكانية
حدّد مكتب تعداد الولايات المتحدة بيانات التركيبة السكانية لإيتون في تعداد الولايات المتحدة. في ما يلي، التركيبة السكانية حسب تعدادي 2000 و2010.

### تعداد عام 2000
بلغ عدد سكان إيتون 2,690 نسمة بحسب تعداد عام 2000، وبلغ عدد الأسر 1,033 أسرة وعدد العائلات 765 عائلة مقيمة في البلدة. في حين سجلت الكثافة السكانية 328.4 نسمة لكل كيلومتر مربع (850.6/ميل2). وبلغ عدد الوحدات السكنية 1,067 وحدة بمتوسط كثافة قدره 130.3 لكل كيلومتر مربع (337.5/ميل2).
وتوزع التركيب العرقي للبلدة بنسبة 91.12% من البيض و0.04% من الأمريكيين الأفارقة و0.52% من الأمريكيين الأصليين و0.78% من الأمريكيين ذوي الأصول الآسيوية و5.76% من الأعراق الأخرى و1.78% من عرقين مختلطين أو أكثر و12.64% من الهسبانيون أو اللاتينيون من أي عرق.
بلغ عدد الأسر 1,033 أسرة كانت نسبة 38.9% منها لديها أطفال تحت سن الثامنة عشر تعيش معهم، وبلغت نسبة الأزواج القاطنين مع بعضهم البعض 62% من أصل المجموع الكلي للأسر، ونسبة 9.1% من الأسر كان لديها معيلات من الإناث دون وجود شريك،  بينما كانت نسبة 3% من الأسر لديها معيلون من الذكور دون وجود شريكة وكانت نسبة 25.9% من غير العائلات. تألفت نسبة 23% من أصل جميع الأسر من عدة أفراد يعيشون في نفس المنزل ونسبة 13.6% كانت تتألف من شخص يعيش بمفرده يبلغ من العمر 65 عاماً أو أكثر. وبلغ متوسط حجم الأسرة المعيشية 2.60، أما متوسط حجم العائلات فبلغ 3.07.
بلغ العمر الوسطي للسكان 38.2 عاماً. وكانت نسبة 28.6% من القاطنين تحت سن الثامنة عشر، وكانت نسبة 7% بين الثامنة عشر والرابعة والعشرين عاماً، ونسبة 26.6% كانت واقعةً في الفئة العمرية ما بين الخامسة والعشرين والرابعة والأربعين عاماً، ونسبة 25% كانت ما بين الخامسة والأربعين والرابعة والستين، ونسبة 12.8% كانت ضمن فئة الخامسة والستين عاماً فما فوق. يوجد لكل 100 أنثى 90.6 ذكر، ويوجد لكل 100 أنثى في الثامنة عشر من عمرها فما فوق 86.2 ذكر.
بلغ متوسط دخل الأسرة في البلدة 47,314 دولارًا، أما متوسط دخل العائلة فبلغ 55,144 دولارًا. وكان متوسط دخل الذكور 38,839 دولارًا مقابل 27,292 دولارًا للإناث. وسجل دخل الفرد الخاص بالبلدة 20,816 دولارًا. وكانت نسبة 3.4% من العائلات ونسبة 5.3% من السكان تحت خط الفقر، وكان من هؤلاء نسبة 5.6% تحت سن الثامنة عشر ونسبة 10.1% في الخامسة والستين من العمر وما فوق.

### تعداد عام 2010
بلغ عدد سكان إيتون 4,365 نسمة بحسب تعداد عام 2010، وبلغ عدد الأسر 1,621 أسرة وعدد العائلات 1,214 عائلة مقيمة في البلدة. في حين سجلت الكثافة السكانية 533 نسمة لكل كيلومتر مربع (1,380.5/ميل2). وبلغ عدد الوحدات السكنية 1,698 وحدة بمتوسط كثافة قدره 207.3 لكل كيلومتر مربع (536.9/ميل2).
وتوزع التركيب العرقي للبلدة بنسبة 93.29% من البيض و0.27% من الأمريكيين الأفارقة و0.60% من الأمريكيين الأصليين و0.50% من الأمريكيين ذوي الأصول الآسيوية و0.02% من سكان جزر المحيط الهادئ و3.39% من الأعراق الأخرى و1.92% من عرقين مختلطين أو أكثر و12.10% من الهسبانيون أو اللاتينيون من أي عرق.
بلغ عدد الأسر 1,621 أسرة كانت نسبة 39.9% منها لديها أطفال تحت سن الثامنة عشر تعيش معهم، وبلغت نسبة الأزواج القاطنين مع بعضهم البعض 62% من أصل المجموع الكلي للأسر، ونسبة 8.9% من الأسر كان لديها معيلات من الإناث دون وجود شريك،  بينما كانت نسبة 4% من الأسر لديها معيلون من الذكور دون وجود شريكة وكانت نسبة 25.1% من غير العائلات. تألفت نسبة 21.7% من أصل جميع الأسر من عدة أفراد يعيشون في نفس المنزل ونسبة 9.8% كانت تتألف من شخص يعيش بمفرده يبلغ من العمر 65 عاماً أو أكثر. وبلغ متوسط حجم الأسرة المعيشية 2.69، أما متوسط حجم العائلات فبلغ 3.14.
بلغ العمر الوسطي للسكان 37.3 عاماً. وكانت نسبة 29.7% من القاطنين تحت سن الثامنة عشر، وكانت نسبة 6% بين الثامنة عشر والرابعة والعشرين عاماً، ونسبة 25.5% كانت واقعةً في الفئة العمرية ما بين الخامسة والعشرين والرابعة والأربعين عاماً، ونسبة 25.9% كانت ما بين الخامسة والأربعين والرابعة والستين، ونسبة 12.9% كانت ضمن فئة الخامسة والستين عاماً فما فوق. وتوزع التركيب الجنسي للسكان بنسبة 48.2% ذكور و51.8% إناث.

## وصلات خارجية
- eatonco.org
- The US50 - Cities and Towns in Colorado State
- Colorado Cities and Towns, Facts, Map, Flag, Colleges, Government, and More